# Sawangargo
Sawangargo is een bestuurslaag in het regentschap Magelang van de provincie Midden-Java, Indonesië. Sawangargo telt 2148 inwoners (volkstelling 2010).